# مقاطعة تولير (كاليفورنيا)
مقاطعة تولير (بالإنجليزية: Tulare County)‏ هي إحدى مقاطعات ولاية كاليفورنيا في الولايات المتحدة الأمريكية.

## أعلام
- كين هاريس